# 傑夫·貝克
傑夫·貝克（英語：Jeff Beck，1944年6月24日—2023年1月10日），全名傑佛瑞·阿諾德·貝克（Geoffrey Arnold Beck），英國搖滾吉他手。他和艾瑞克·克萊普頓、吉米·佩奇齊列，是雏鸟乐队團史上最著名的三位吉他手之一。他在《滾石》雜誌的「史上百大吉他手」中名列第14位，2011年的滾石雜誌新排行，史上百大吉他手，名列第5名，並被譽為「搖滾史上最具影響力的主音吉他手」。MSNBC頻道則稱讚他是「吉他手的吉他手」。
貝克的錄音作品多為吉他演奏樂曲，專攻於音色創新，音樂風格橫跨藍調搖滾、重金屬和融合爵士，近期更跨足電子音樂，將之融入吉他搖滾。他的音樂已廣受讚譽和肯定，亦曾六度獲得葛萊美獎最佳搖滾器樂演奏。雖然貝克曾分別在1975年和1976年推出暢銷專輯，但是他的單飛生涯並沒有獲得巨大的商業性成功，也沒有長期合作的音樂家和樂團。他曾參與米克·傑格、凱特·布希、羅傑·華特斯、史提夫·汪達、萊斯·保羅、蘇奇洛、辛蒂·羅波、布賴恩·梅、ZZ Top等人的音樂專輯，也曾在1988年電影《龍兄鼠弟》中友情客串。
他已二度獲選入搖滾名人堂，分別以新兵樂團團員身分（1992年）以及獨奏音樂家身分（2009年）。
2023年1月10日，因細菌性腦膜炎病逝，享壽78歲。

## 外部連結
- 傑夫·貝克官方網站
- 傑夫·貝克在史詩唱片網站
- 傑夫·貝克非官方網站 （页面存档备份，存于）